# Eysteinn Rauðúlfsson
Eysteinn Rauðúlfsson (Raudhulfsson, n. 880) fue un explorador vikingo y colono noruego de Eyjafjörður en Islandia. Hijo de Raudólfur Þórisson (n. 850). Eysteinn aparece como personaje de la saga de Víga-Glúms, junto a su hijo Gunnsteinn Eysteinsson (n. 912) de Lón, Kviabekkur í Ólafsfirði.
Gunnsteinn a su vez se casó con Hlíf Héðinsdóttir (n. 916), y tuvo tres hijos:
- Grímur Gunnsteinsson (n. 940).
- Þorgrímur Gunnsteinsson (n. 942).
- Halldóra Gunnsteinsdóttir (n. 944), que sería esposa de Glúmur Eyjólfsson.[6]